# Georg von Massenbach

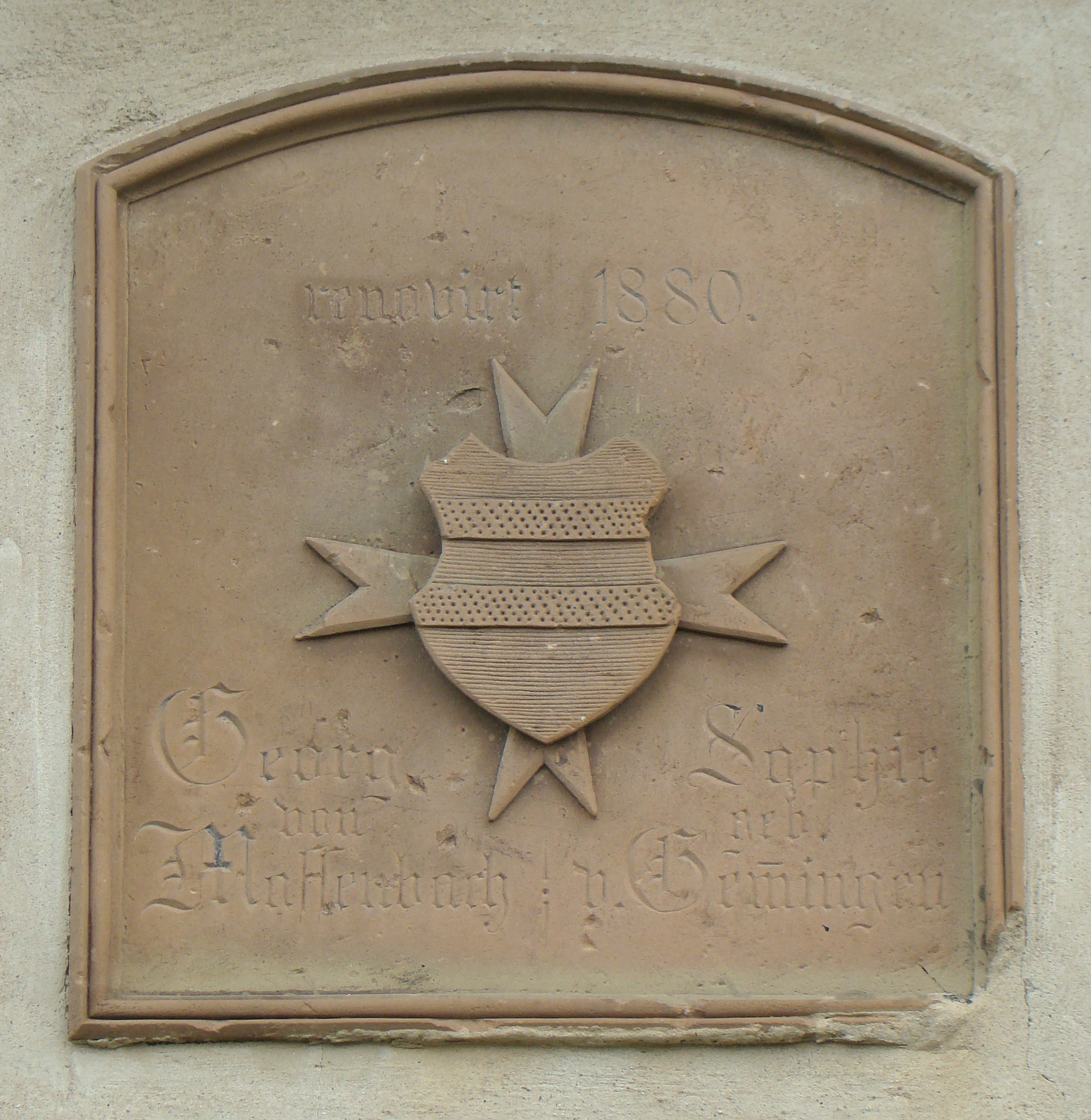
Wappen an der Zehntscheuer von Schloss Massenbach

Georg IX. Sylvius Curd Julius Erich Magnus Freiherr von und zu Massenbach (* 30. Juli 1799 in Potsdam; † 1. Februar 1885 in Massenbach) war ein deutscher Rittergutsbesitzer und Parlamentarier.

## Leben
Georg von Massenbach wurde geboren als Sohn des preußischen Oberst und Schriftstellers Christian von Massenbach und der Amalie geb. Henriette de Gualtieri (1767–1846). In den Jahren 1807 und 1808 war er in Berlin Spielkamerad des späteren Königs und Kaisers Wilhelm I. Nach dem Abitur 1818 studierte er Rechtswissenschaft und Kameralwissenschaft an der Friedrich-Wilhelms-Universität Berlin. In den Jahren 1818 und 1819 diente er als Einjährig-Freiwilliger. 1819 wurde er Mitglied des Corps Marchia Berlin. 1820 gab er das Studium auf, um seine Mutter bei der Bewirtschaftung der Rittergüter Bialokosch und Pinne in der Provinz Posen zu unterstützen. 1826 wurde er Mitherr des Familienstammsitzes Massenbach im Landkreis Heilbronn. 1835 wurde er Besitzer der Güter in Posen. 1871 übergab er den Posener Besitz an seine Söhne und lebte seitdem bis zu seinem Tod in Massenbach. Er war verheiratet mit Sophie, geb. von Gemmingen.
Neben der Gutsverwaltung war Massenbach Offizier im 20. Landwehr-Regiment, zunächst ab 1820 Sekondeleutnant, ab 1839 Premierleutnant und ab 1847 Hauptmann. 1852 wurde er als Major verabschiedet.
Massenbach war Mitglied des Kreistags des Landkreises Samter. 1834 wurde er Mitglied des Provinziallandtags der Provinz Posen. 1841 wurde er stellvertretender Landmarschall. 1850 gehörte er dem Volkshaus des Erfurter Unionsparlaments an. Von 1867 bis 1870 saß er für den Wahlkreis Posen 3 (Samter, Birnbaum) im Preußischen Abgeordnetenhaus. Er gehörte der Fraktion der der Konservativen Partei an.
Von 1867 bis 1872 war Massenbach Kommendator des Johanniterordens, der Posen-Westpreußischen Genossenschaft dieser Kongregation. Seine Nachfolger hier wurde Adelbert von der Schulenburg-Filehne.

## Auszeichnungen
- Roter Adlerorden 4. Klasse, 1835
- Roter Adlerorden 3. Klasse mit der Schleife, 1840
- Roter Adlerorden 2. Klasse mit Eichenlaub, 1842